# Brionvega

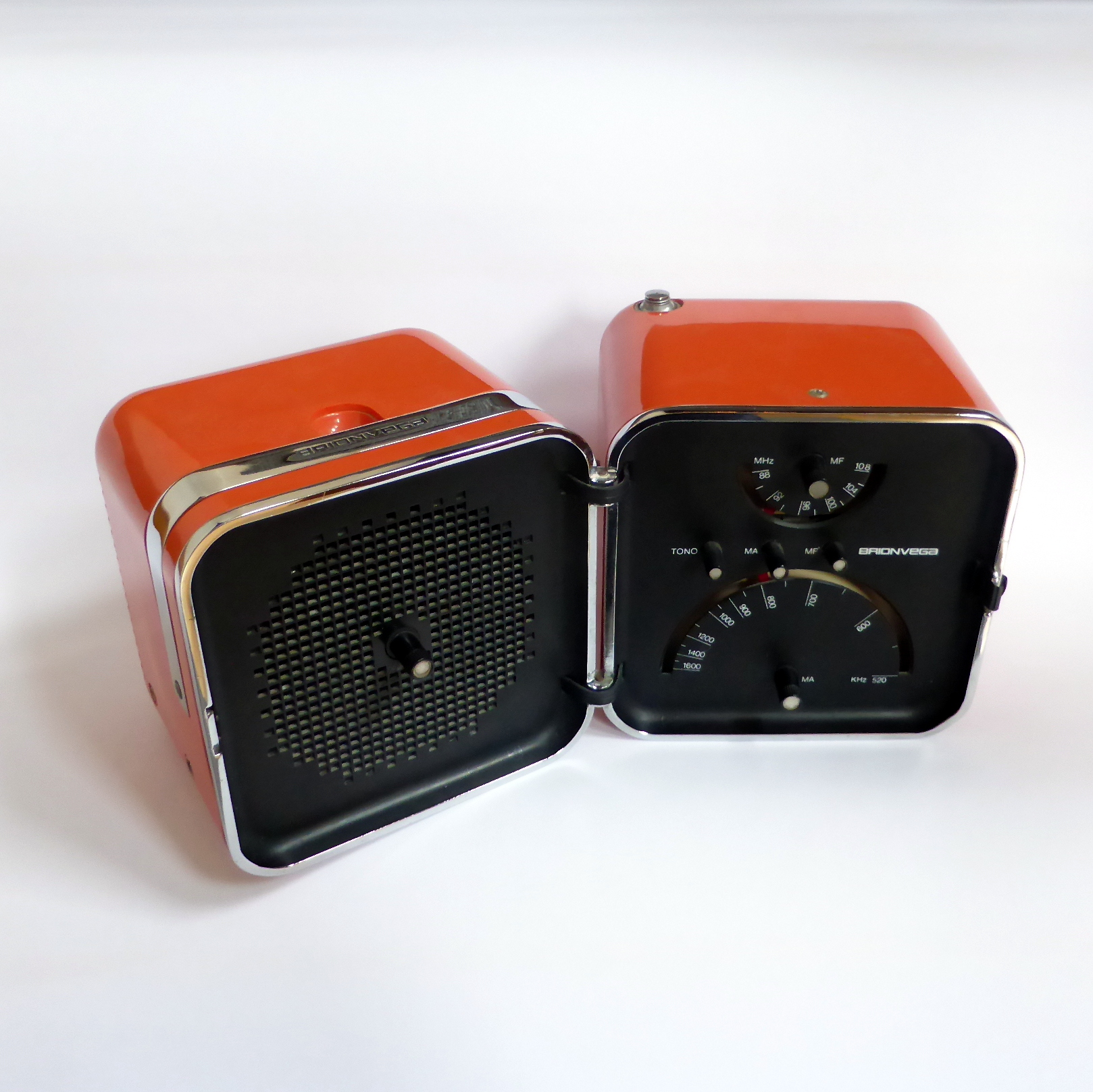
Brionvega Radio Cubo TS 502,
Originalmodell, ca. 1970

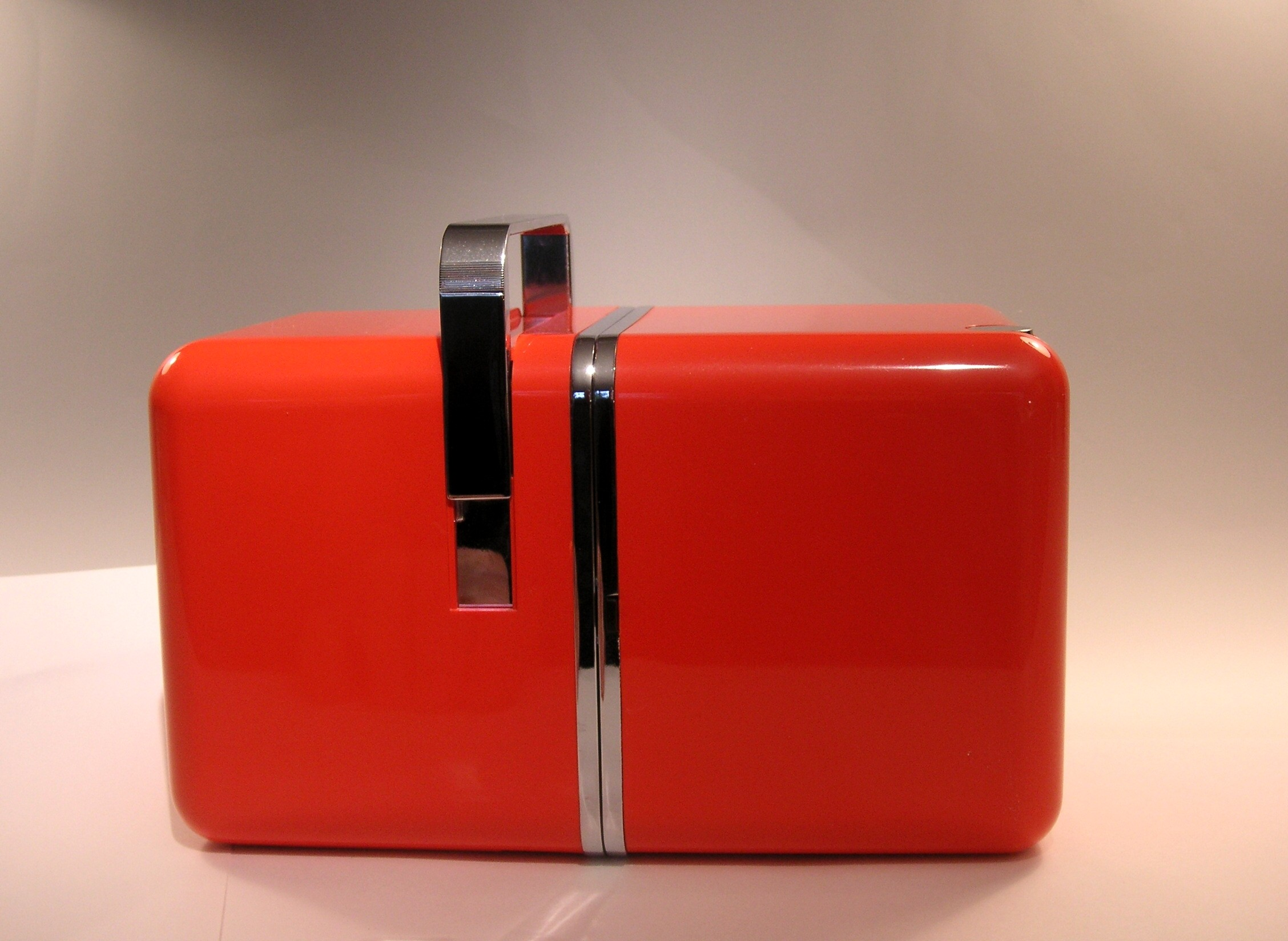
Zusammengeklappt
(Retro-Version TS 522 von 2004)

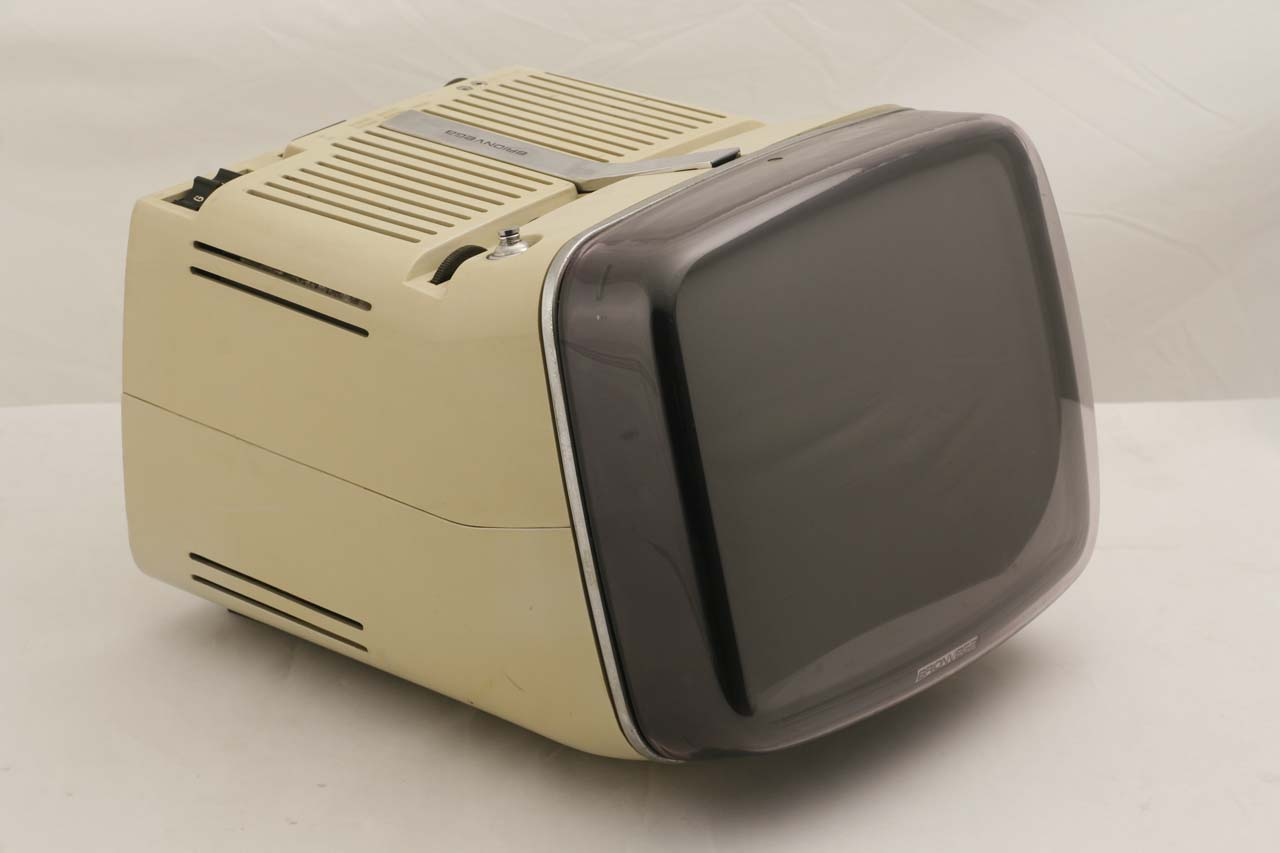
Algol 11, tragbarer Schwarz-weiß-Fernseher

Brionvega ist ein italienisches Elektrounternehmen. Die Firma wurde durch ihre Produktgestaltung für Radio- und Fernsehgeräte bekannt, mit der sie einen bedeutenden Platz in der Geschichte des Industriedesigns einnimmt.

## Geschichte und bekannte Produkte
Giuseppe Brion (1909–1968), seine Frau Onorina Tomasin (1919–2002) und Ingenieur Pajetta gründeten 1945 in Mailand die Firma B.P.M. (Brion Pajetta Milano) zur Herstellung von Elektronik-Bauteilen. 1950 änderten sie den Namen zu Vega B.P Radio und spezialisierten sich auf Radios und später Fernseher (Radio Vega Television). Mit dem Ausscheiden von Pajetta erhielt die Firma 1963 ihren heutigen Namen.
Heute ist das Unternehmen in Pordenone in der Region Friaul-Julisch Venetien ansässig. Brionvega wurde insbesondere für seine Zusammenarbeit mit berühmten Gestaltern wie Mario Bellini, Richard Sapper, Marco Zanuso, Achille Castiglioni oder Ettore Sottsass und Hannes Wettstein bekannt. Die Firma war im Hochpreissegment vertreten und hatte zu ihren besten Zeiten einen ähnlichen Status wie Braun. Einige Produkte wie das Radio Cube TS502 von 1963 und die transportablen Fernseher Doney und Algol (beide von Zanuso und Sapper) gelten als Designklassiker; der TS 502 (ebenso von Zanuso und Sapper) gehört zur Sammlung des Museum of Modern Art.
Mit der Erstarkung der japanischen Elektroindustrie ab Mitte der 1980er Jahre bekam die Firma wirtschaftliche Schwierigkeiten. 1993 verkaufte die Familie Brion die Firma. Im Jahr 2004 erwarb Sim2 Multimedia Marken- und Produktionsrechte für die Audioprodukte, 2006 erwarb der italienische Elektrohersteller super//fluo Marken- und Produktionsrechte für die Fernseher.
2022 wurden 100 Stück des Radiofonografo wieder aufgelegt.